# 幕藩体制
幕藩体制（ばくはんたいせい）とは、近世日本の社会体制のあり方を、幕府（将軍）と藩（大名）という封建的主従関係を基点にとらえた歴史学上の概念である。戦前段階には狭義に政治体制自体を指していたが、戦後の歴史学の進展に伴い、近世日本の社会体制全体の特色を示す概念として使われるようになった。幕藩制（ばくはんせい）ともいう。

## 概要
江戸幕府を全ての武士の頂点とし、最高の統治機関としながらも、藩を形成していることと、米などを現物で納めさせて年貢とする石高制をその基礎に置いていることが特徴である。諸大名を親藩・譜代大名・外様大名に分け、参勤交代や改易によってこれを統制した。また、職分の区分けによって、武士を一部の権利を持つ階級に位置づけた（もっとも、「士農工商」という言葉は当時の階級を正確に表してはいないと指摘されている）。
石高制については豊臣政権によって兵農分離が行われ、太閤検地によって徐々に形成され、続く江戸幕府の成立後に初代将軍・徳川家康以降、2代・徳川秀忠、3代・徳川家光の時代に、鎖国体制や知行制、村請制などが確立、さらに武家諸法度や朝廷に対する禁中並公家諸法度、寺社に対する諸社禰宜神主法度・諸宗寺院法度・寺院諸法度といった統制なども行われていった。
古くは「江戸時代=幕藩体制」であり、当然江戸幕府が成立した1603年が幕藩体制の始期と考えられてきたが、1960年代に安良城盛昭が太閤検地による荘園制の解体が中世と近世の統治体制を分ける画期と考え、豊臣政権が日本全国を統一した1590年を幕藩体制の始期とする考えを打ち出し、論争を呼んだ（太閤検地論争）。このため、現在では1590年をもって幕藩体制の始期とする説が有力ではあるが、1590年・1603年どちらを採用した場合でも、その年に幕藩体制が完成したものではなく、最終的な完成は17世紀中期以後であったと考えられている。
江戸時代には商人資本の成長や農村への商品経済の浸透、それらによる身分制の変質など、村落共同体の動揺は一揆や打ちこわしを招き、幕府や諸藩は幕政改革や藩政改革を行い、再編を試みる。
幕末には、諸外国の砲艦外交により幕府は鎖国政策を改めて開国し、朝廷権威も伸長して公武合体路線が進められる。江戸幕府は大政奉還、王政復古、江戸開城により解体され、明治初期には旧藩による統治は維持されるが、中央集権政策のもと、版籍奉還、廃藩置県により幕藩体制は完全に終結する。しかしその後も名残として残っている箇所が多く見られている。

## 学説史

### 戦前段階
- 日本資本主義論争
- 伊東多三郎説

### 戦後
- 幕藩体制論
- 幕藩制構造論
- 世直し状況論
- 幕藩制国家論